# Iwona Borowicka

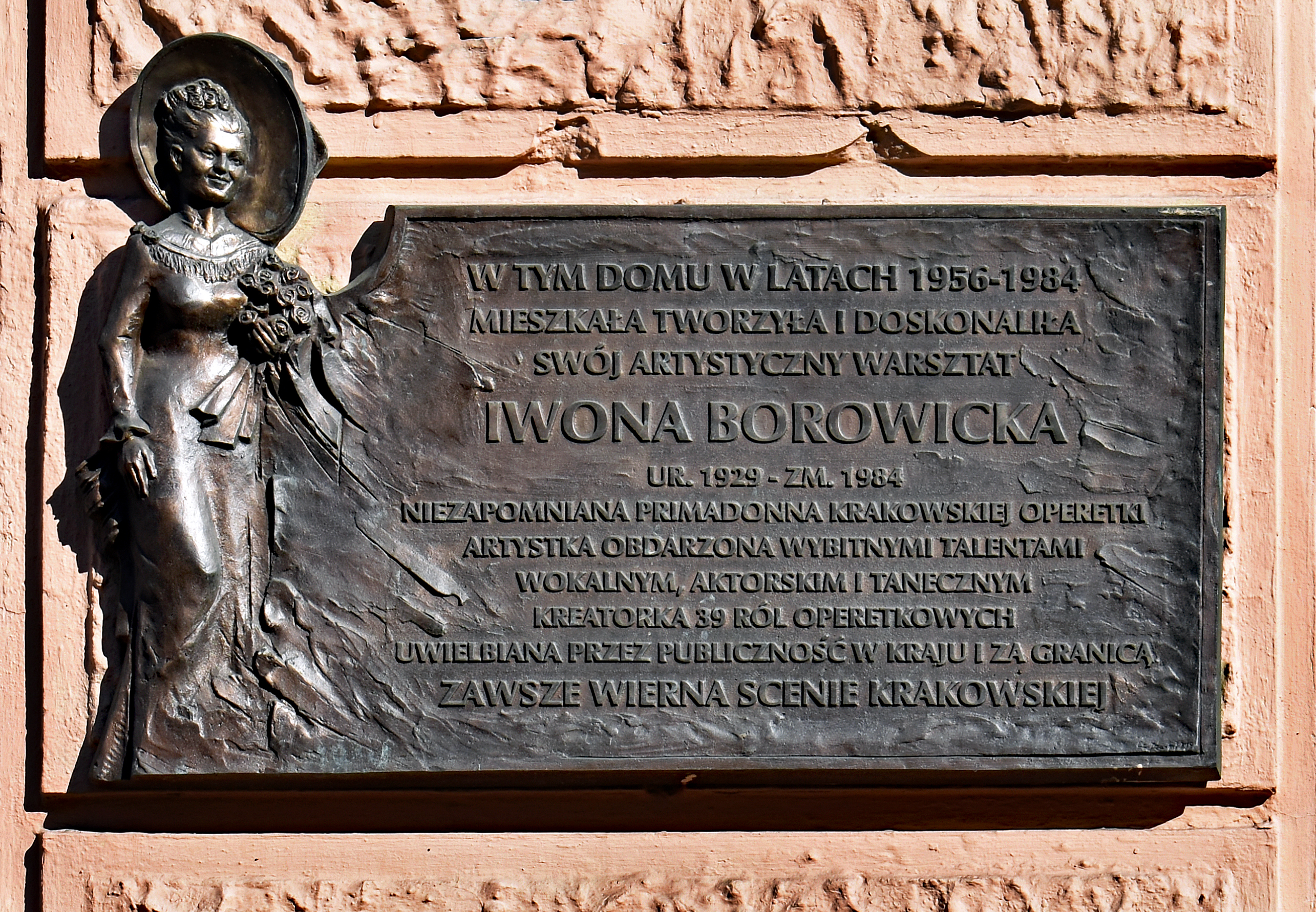
Tablica pamiątkowa

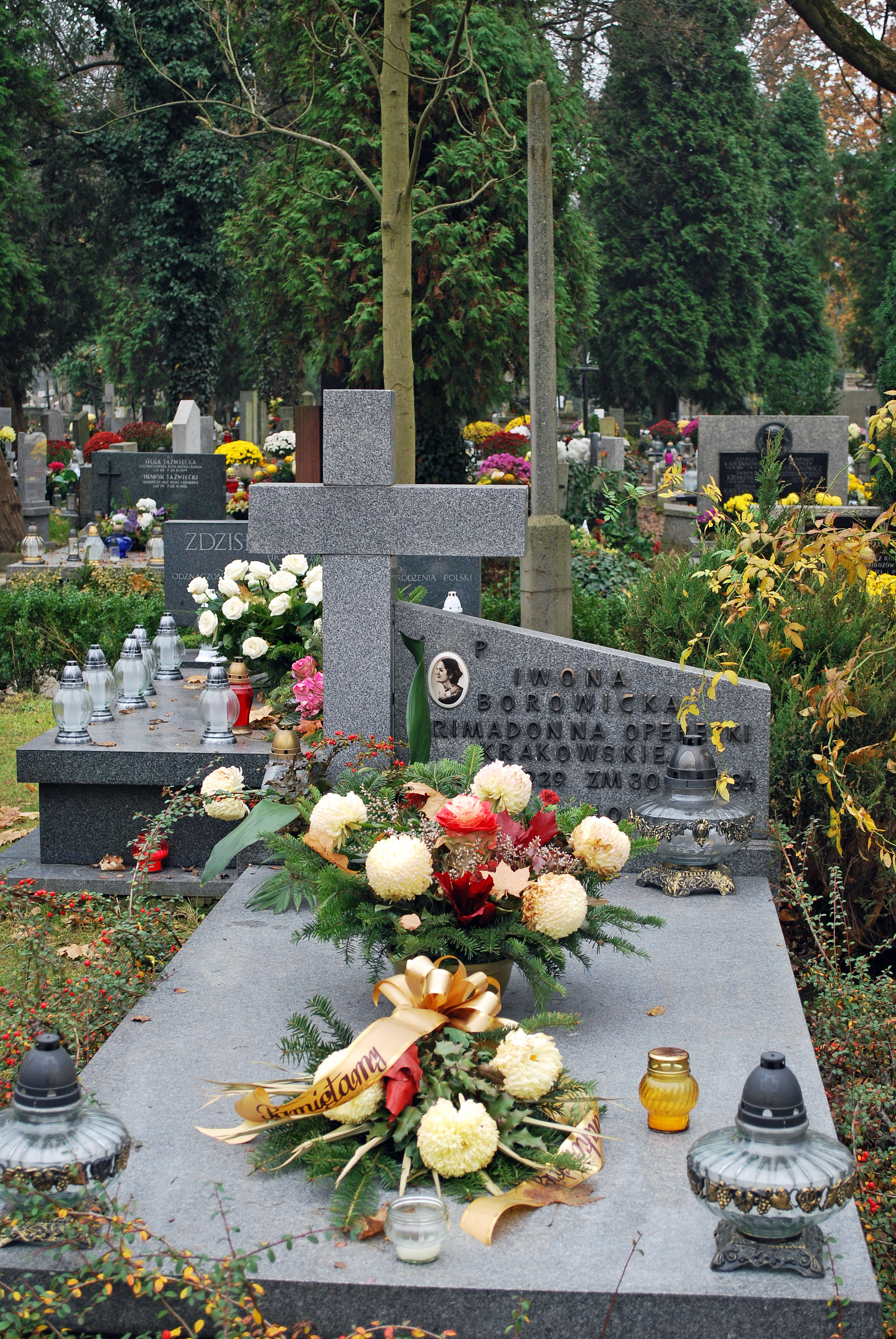
Grób Iwony Borowickiej na cmentarzu Rakowickim

Iwona Borowicka z domu Grochulska (ur. 6 marca 1929 w Łodzi, zm. 30 sierpnia 1984 w Krakowie) – polska śpiewaczka operowa, primadonna Operetki Krakowskiej.

## Życiorys
Wykształcenie wokalne i muzyczne uzyskała w Łodzi, gdzie też po raz pierwszy wystąpiła na scenie operetkowej w „Baronie Cygańskim” J. Straussa, wcielając się w rolę Arseny. Właśnie w tej roli została odkryta przez Anatola Wrońskiego, organizującego w tym czasie Krakowską Operetkę. Za jego namową Iwona Borowicka przeprowadziła się w 1954 do Krakowa. Na deskach krakowskiej Operetki zadebiutowała w „Hrabinie Maricy” E. Kálmána.
W krakowskim teatrze wystąpiła w sumie w 37 partiach, zawsze ciesząc się dużym poklaskiem u widowni, jak i bardzo pozytywnymi recenzjami.
Iwona Borowicka zmarła po rocznej walce z chorobą nowotworową. 7 września 1984 została pochowana w alei zasłużonych na cmentarzu Rakowickim (kwatera LXIX pas A-II-16).

## Życie prywatne
Córka Jana Grochulskiego i Katarzyny z Bobrów. 5 stycznia 1948 wyszła za mąż za pianistę Józefa Borowickiego, z którym miała syna Ryszarda. 

## Odznaczenia
Źródło: Encyklopedia Krakowa
- Krzyż Komandorski Orderu Odrodzenia Polski
- Krzyż Kawalerski Orderu Odrodzenia Polski
- Złota Odznaka m. Krakowa

## Upamiętnienie
- Jej imieniem została nazwana jedna z ulic w Krakowie (dawny początkowy fragment ulicy Mogilskiej), przy której stoi obecnie gmach Opery Krakowskiej.
- Rok 2004 ogłoszono rokiem Iwony Borowickiej[2].
- W Krakowie organizowany jest co dwa lata Międzynarodowy Festiwal Operetkowo-Musicalowy, w latach 2004–2020 pod nazwą Ogólnopolski Konkurs Wykonawstwa Muzyki Operetkowej i Musicalowej im. Iwony Borowickiej)[6][2].
- W 2019 roku, w Krakowie na kamienicy przy  ul Długiej 55, gdzie mieszkała, odsłonięto tablicę pamiątkową.